# Morti nell'858
| Questa pagina contiene informazioni ricavate automaticamente dalle voci biografiche con l'ausilio del template Bio e di un bot. L'aggiornamento è periodico e automatico e ricostruisce completamente la pagina. Se manca una persona in questa lista, sei pregato di non aggiungerla, ma accertati piuttosto che la sua voce biografica contenga il template Bio e che i dati anagrafici siano correttamente compilati. Se il template Bio manca, inseriscilo tu stesso o, in alternativa, metti l'avviso {{tmp\|Bio}} che ne segnala la mancanza. Se i dati riportati sono sbagliati, correggi direttamente la voce biografica; le modifiche saranno visibili in questa lista entro pochi giorni. Per chiarimenti vedi il progetto biografie. La lista contiene solo le 10 persone che sono citate nell'enciclopedia e per le quali è stato implementato correttamente il template Bio. Pagina aggiornata al 13 gen 2025. |

- 13 gennaio - Etelvulfo del Wessex, sovrano inglese
- 13 febbraio - Kenneth I di Scozia, re scozzese (n. 810)
- 17 aprile - Papa Benedetto III, papa, cardinale e vescovo italiano
- 7 ottobre - Montoku, imperatore giapponese (n. 827)
- 6 novembre - Teodosio, vescovo cristiano orientale siro
- Cosma II di Alessandria, arcivescovo cristiano orientale egiziano
- Li Shangyin, poeta e scrittore cinese (n. 813)
- Oddone I, vescovo italiano
- Ratbod, nobile franco
- Sedulio Scoto, poeta irlandese